# Barbara DeGenevieve
Barbara DeGenevieve (* 21. Mai 1947 in Wilkes-Barre, Pennsylvania; † 2014) war eine US-amerikanische Künstlerin und Pädagogin, die für ihre umstrittene Arbeit und ihre Rolle in den amerikanischen „Kulturkriegen“ bekannt war. Ihre Arbeit befasste sich hauptsächlich mit Fragen der menschlichen Sexualität, darunter Transsexualität, Sado-Masochismus und Pornografie. Sie unterrichtete zwei Jahrzehnte am Art Institute of Chicago und war bis zu ihrem Tod Lehrstuhlinhaberin der Abteilung Fotografie. Ihre Arbeiten wurden international ausgestellt.
| Personendaten    | Personendaten                             |
| ---------------- | ----------------------------------------- |
| NAME             | DeGenevieve, Barbara                      |
| KURZBESCHREIBUNG | US-amerikanische Künstlerin und Pädagogin |
| GEBURTSDATUM     | 21. Mai 1947                              |
| GEBURTSORT       | Wilkes-Barre, Pennsylvania                |
| STERBEDATUM      | 2014                                      |